# Число Фарадея
Число́ Фараде́я або ста́ла Фараде́я — фізична стала, заряд моля електронів. Входить у співвідношення, що визначає масу речовини, що виділяється на електроді при електролізі.

## Загальний опис
Позначається літерою F. Число Фарадея є добутком двох інших фізичних сталих — числа Авогадро NA і заряду електрона e.
{\displaystyle F=N_{A}e\,}
Кількість електричного заряду, потрібного для перетворення 1
грам-еквівалента речовини в електрохімічній реакції.
Числове значення сталої, рекомендоване CODATA дорівнює:
F = 96 485,3365(21) Кл/моль
Число Фарадея є добутком числа Авогадpо та електричного заряду електрона. Синонім — стала Фарадея.